# Розквітівська сільська територіальна громада
Розквітівська сільська територіальна громада — територіальна громада в Україні, у Березівському районі Одеської області, створена рішенням Одеської обласної ради від 12 серпня 2015 року в рамках адміністративно-територіальної реформи 2015—2020 років. Населення громади становить 4927 осіб, адміністративний центр — село Розквіт.
Громада утворена внаслідок об'єднання Розквітівської, Анатолівської і Ставківської сільських рад. Перші вибори відбулися 25 жовтня 2015 р.

## Склад громади
До складу громади входить 14 сіл:
1. Анатолівка
2. Антонівка
3. Веселе
4. Вишневе
5. Данилівка
6. Красне
7. Кринички
8. Нейкове
9. Онорівка
10. Рівне
11. Розквіт
12. Ставкове
13. Чудське
14. Шутове